# Sheep Farming in Barnet
Sheep Farming in Barnet è il primo album in studio del gruppo new wave britannico Toyah, pubblicato nel 1979 in formato EP e nel 1980 in formato LP.

## Tracce

### EP
Side 1
1. Neon Womb - 4:24
2. Indecision - 2:44
3. Waiting - 3:17

Side 2
1. Our Movie - 3:04
2. Danced - 4:42
3. Last Goodbye - 3:00

### LP
Side 1
1. Neon Womb - 4:24
2. Indecision - 2:44
3. Waiting - 3:17
4. Computer - 3:06
5. Victims of the Riddle - 3:38
6. Elusive Stranger - 4:55

Side 2
1. Our Movie - 3:04
2. Danced - 5:13
3. Last Goodbye - 3:00
4. Victims of the Riddle (Vivisection) - 3:52
5. Race Through Space - 3:17

## Formazione
- Toyah Willcox – voce
- Joel Bogen – chitarra
- Peter Bush – tastiera
- Keith Hale – tastiera in "Victims of the Riddle" e "Victims of the Riddle (Vivisection)"
- Mark Henry – basso
- Steve Bray – batteria